# 楊信 (萬曆進士)
楊信（？—？），字以成，號助我，陝西西安府咸寧縣人，明朝政治人物。

## 生平
隆慶四年（1570年）庚午科陝西鄉試第十三名舉人，萬曆十一年（1583年）癸未科二甲五十九名進士。工部觀政，十三年升工部主事，本年管夏鎮閘，十七年升工部虞衡司员外郎，提督夏镇等闸，兼理河道。二十年升工部郎中，本年七月升四川右参议，二十二年二月官至四川副使。

## 家族
曾祖父楊忠；祖父楊會；父楊鳳。母吉氏。